# إيرسون كوديكوفا
إيرينا إيغورنا نوسينوفا (الروسية: Ирсон Кудикова) (الروسية: إيرينا إيغورنا نوسينوفا، من مواليد 17 سبتمبر 1982) والمعروفة باسمها الفني إيرسون كوديكوفا مغنية البوب ، عارضة الأزياء، عازف الساكسوفون، منتج موسيقى وممثلة روسية، كانت متسابقة في مسابقة الموسيقى التلفزيونية الروسية، ستار فاكتوري-5.
في عام 2005 ، التقطت كوديكوفا صورة فوتوغرافية لمجلة ماكسيم . ظهرت بعض موسيقاها في فيلم دولف لوندغرين أداء القيادة.

## روابط خارجية
- إيرسون كوديكوفا على موقع IMDb (الإنجليزية)

- إيرسون كوديكوفا في قاعدة بيانات الأفلام على الإنترنت
- Irson Kudikova[وصلة مكسورة] official website